# Wilbrandia dusenii
Wilbrandia dusenii är en gurkväxtart som beskrevs av Hermann August Theodor Harms. Wilbrandia dusenii ingår i släktet Wilbrandia och familjen gurkväxter. Inga underarter finns listade i Catalogue of Life.